# Leszek Elak

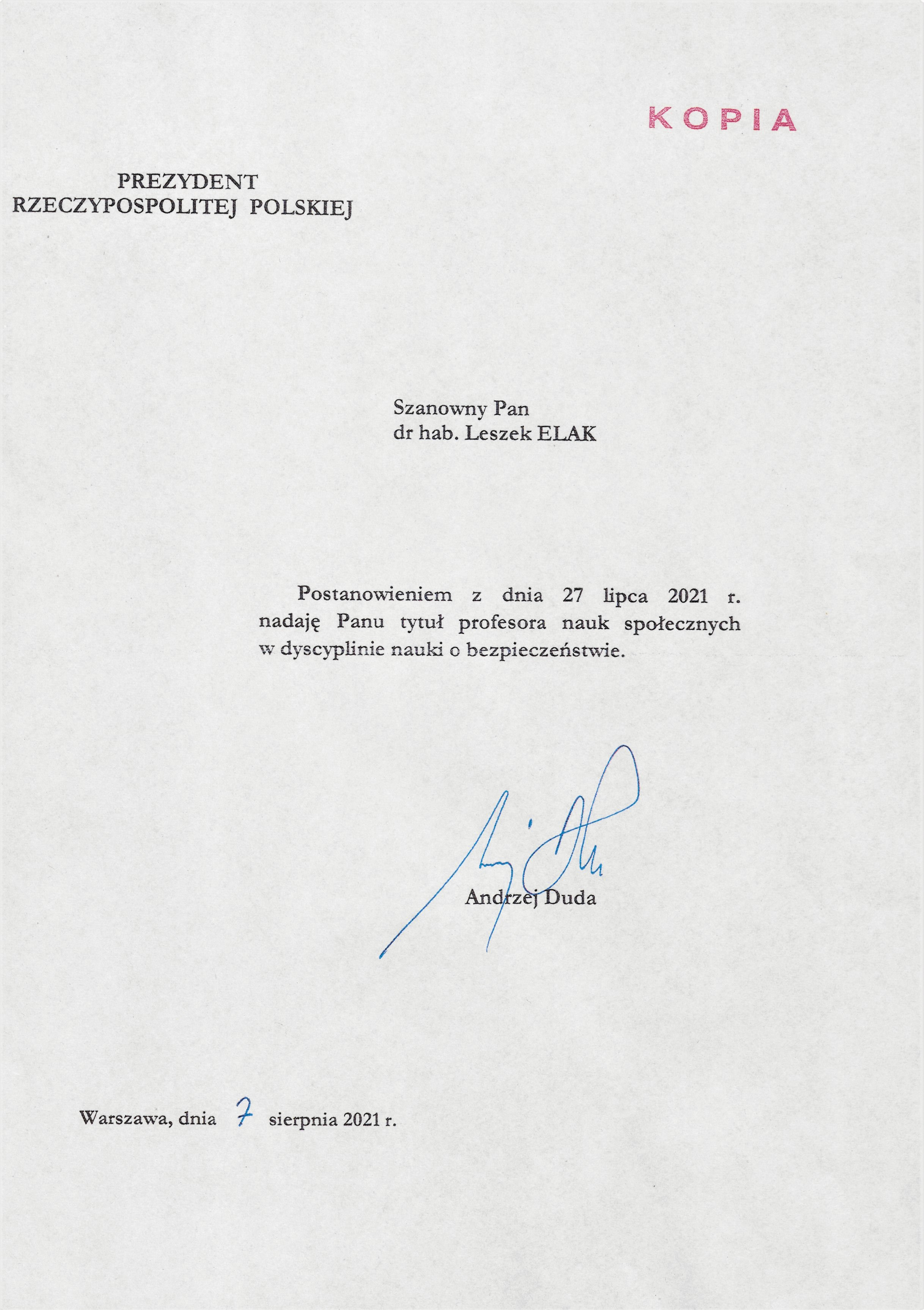
Potwierdzenie nadania tytułu profesora.

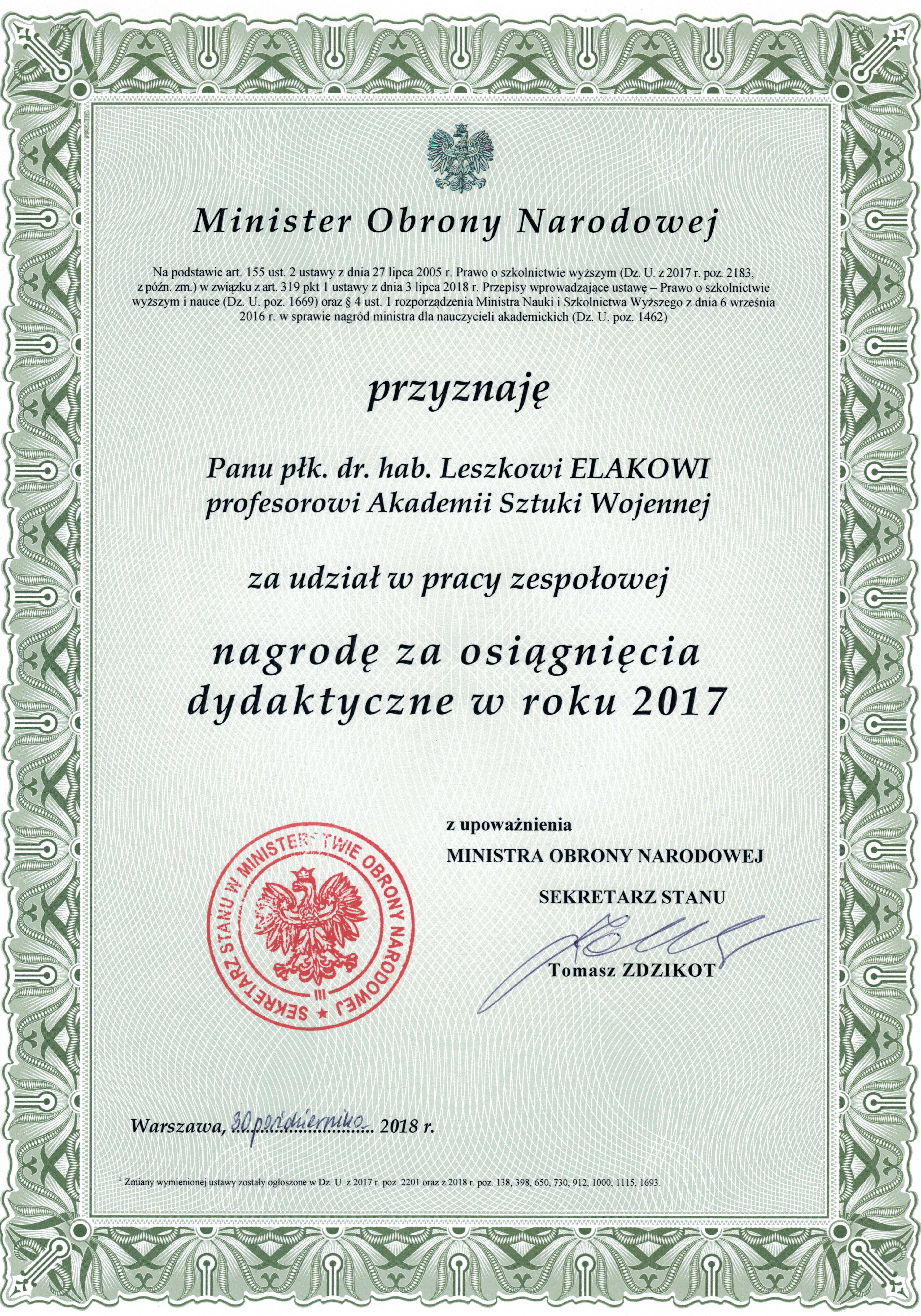
Nagroda Ministra za osiągnięcia dydaktyczne w roku 2017

Leszek Elak (ur. 14 czerwca 1971 w Czersku) – pułkownik Wojska Polskiego, profesor nauk społecznych w dyscyplinie nauki o bezpieczeństwie, prorektor ds. dydaktycznych Akademii Sztuki Wojennej w Warszawie, a wcześniej prodziekan na Wydziale Wojskowym tej uczelni.

## Wykształcenie
- Wyższa Szkoła Oficerska Wojsk Rakietowych i Artylerii w Toruniu (1996)
- Akademia Obrony Narodowej w Warszawie (2004)
- Kurs dla Oficerów Sztabowych Dowództw Brygad Międzynarodowych w Oberammergau (2008)

## Służba wojskowa
Służbę wojskową rozpoczął w 1992 roku. W latach 1996–2001 zajmował stanowiska dowódcze i sztabowe w 3 Brygadzie Zmechanizowanej Legionów. Służbę kontynuował w Akademii Obrony Narodowej jako nauczyciel akademicki. Pełnił tam także funkcję szefa Wydziału Organizacji Kształcenia, prodziekana Wydziału Wojskowego (2016–2018), prorektora Akademii Sztuki Wojennej ds. dydaktycznych (2018 – obecnie). Był także kierownikiem ćwiczenia studyjnego pod kryptonimem „TWIERDZA-18” oraz „TWIERDZA-19”.

## Praca naukowa
Po ukończeniu studiów w Akademii Obrony Narodowej kontynuował tutaj naukę. W 2008 roku otrzymał stopnień doktora nauk wojskowych w specjalności kierowanie organizacją. Sześć lat później uzyskał stopień doktora habilitowanego w dyscyplinie nauk o obronności. Po otrzymaniu stopnia doktora habilitowanego w 2014 roku zajął się promowaniem kadry naukowo-dydaktycznej w AON, a następnie w ASzWoj. Niejednokrotnie uczestniczył w obradach komisji kwalifikacyjnych do wyższych stopni naukowych.
Do końca marca 2024 r. wypromował 18 doktorów nauk o bezpieczeństwie. Jest promotorem wielu prac dyplomowych, autorem licznych recenzji naukowych, jak również pełni funkcję eksperta w pracach, debatach i spotkaniach zespołów eksperckich w narodowych i międzynarodowych gremiach badawczych.
W 2017 roku za osiągnięcia dydaktyczne został uhonorowany nagrodą Ministra Obrony Narodowej.
W roku 2021 został uhonorowany nagrodą Buzdygany 2020. Uroczysta gala wręczenia nagród odbyła się 8 października 2021 r. w Arkadach Kubickiego na Zamku Królewskim.
27 lipca 2021 roku postanowieniem Prezydenta Rzeczypospolitej Polskiej został mu nadany tytuł profesora nauk społecznych w dyscyplinie nauki 
o bezpieczeństwie.
7 lutego 2023 roku odebrał akt nominacyjny z rąk Prezydenta Andrzeja Dudy.

## Dorobek naukowy
Jest autorem i współautorem ponad 100 publikacji w kraju i zagranicą. Do najważniejszych można zaliczyć:
- Komponent cywilno-wojskowy w operacjach reagowania kryzysowego (2011).
- The importance of NATO in the European security sector (2012).
- Taktyczne aspekty terenu w walce (2013).
- Działania taktyczne wojsk lądowych SZ RP (2014).
- Teoria i praktyka Taktyki XXI Wieku Polski (2016).
- Determinants of Army Structures Development in the context of Middle Sized Country Experiences in Contemporary Tactical Operations (2016).
- Ochrona granicy państwowej (2017).
- Hybrydity – a ‘new’ method to accomplish dominance, The Arctic – the middle kingdom’s area of interest, Bezpieczeństwo wschodniej granicy (2018).
- Zagrożenia hybrydowe (2019).
- The potential of the Land Forces in the face of contemporary security challenges of the Republic of Poland (2020).
- Rosyjska sztuka operacyjna w zarysie (2020).
- The Islamic State as a Source of Terrorist Threats (2022).
- The Total Defence 21st Century. COM – Building a Resilient Society (2022)[13].
- Zagrożenie wschodniej flanki NATO w aspekcie bezpieczeństwa wewnętrznego obszarów przygranicznych (2022).
- Bezpieczeństwo wschodniej granicy (2022).
- Potencjał wojsk lądowych wobec współczesnej administracji bezpieczeństwa Rzeczypospolitej Polskiej (2022).
- Współczesne wyzwania dla bezpieczeństwa państwa (2023).[14]
- Rosyjska sztuka operacyjna. Teoria i praktyka (2024).[15]
- Odporność Społeczeństwa, państwa na zagrożenie hybrydowe (2024).[16]

## Zainteresowania
Interesuje go problematyka obronności i bezpieczeństwa, dlatego też swoje badania koncentruje m.in. w takich obszarach jak: działania taktyczne wojsk lądowych, zdolności obronne i struktury organizacyjne SZ RP w aspekcie współczesnych zagrożeń, teoretyczne i praktyczne aspekty obronności i bezpieczeństwa w perspektywie przynależności do NATO i UE.

## Podsumowanie
Obecnie podejmuje starania zmierzające do zwiększenia rangi i operatywności kształcenia oficera Sił Zbrojnych RP. Promując Akademię Sztuki Wojennej na arenie międzynarodowej, podpisał porozumienia z naczelnymi w wojskowym szkolnictwie wyższym jednostkami badawczymi. Dzięki temu od roku akademickiego 2019/2020 w ASzWoj zostaną uruchomione prestiżowe studia podyplomowe Master of Business Administration for Defence & Security.